# دیوید مک‌کی

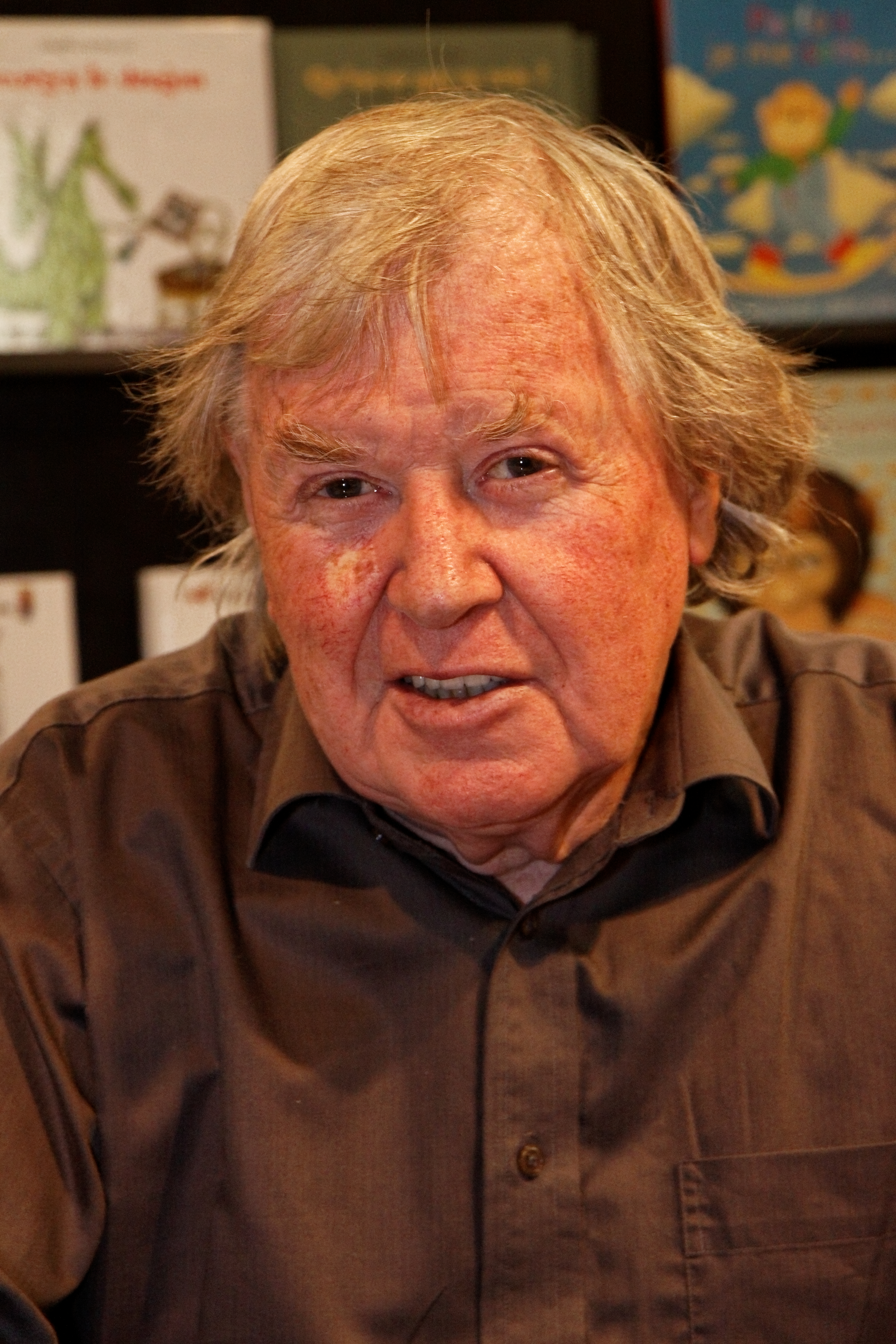
مک‌کی در فستیوال کتاب مونترال سال ۲۰۱۱

دیوید مک‌کی (زادهٔ ۲ ژانویهٔ ۱۹۳۵ – ۶ آوریل ۲۰۲۲) یک نویسنده و تصویرگر بریتانیایی بود که عمدتاً در حوزهٔ کتاب‌ها و پویانمایی کودکان فعالیت می‌کرد. او برندهٔ جایزه هانس کریستین اندرسن در سال ۲۰۰۶ بود.

## آثار
او کتابهای بسیاری به رشتهٔ تحریر درآورده که برخی از آن‌ها در ایران نیز منتشر شده‌است: از جمله:
1. المر فیل رنگارنگ. دیوید مک‌کی، کیانوش مصباح، ناشر امیرکبیر، کتابهای شکوفه، ۱۳۸۴
2. روز استثنائی المر. دیوید مک‌کی، مترجم: الهام ذوالقدر. نشر تلنگر، ۱۳۹۶
3. الان نه برنارد. دیوید مک‌کی. مترجم: آرش حسینیان. نشر تلنگر، ۱۳۹۶
4. عاج در عاج. دیوید مک‌کی. مترجم: آرش حسینیان. نشر تلنگر، ۱۳۹۶
5. فاتحان. دیوید مک‌کی. مترجم: آرش حسینیان. نشر تلنگر، ۱۳۹۶
6. سه غول. دیوید مک‌کی. مترجم: مهشید مجتهد زاده. نشر کتابک[۳]
7. شش مرد. دیوید مک‌کی. مترجم: پیام ابراهیمی. نشر فاطمی[۴]